# Willemeau
Willemeau is een dorp in de Belgische provincie Henegouwen, en een deelgemeente van de Waalse stad Doornik.

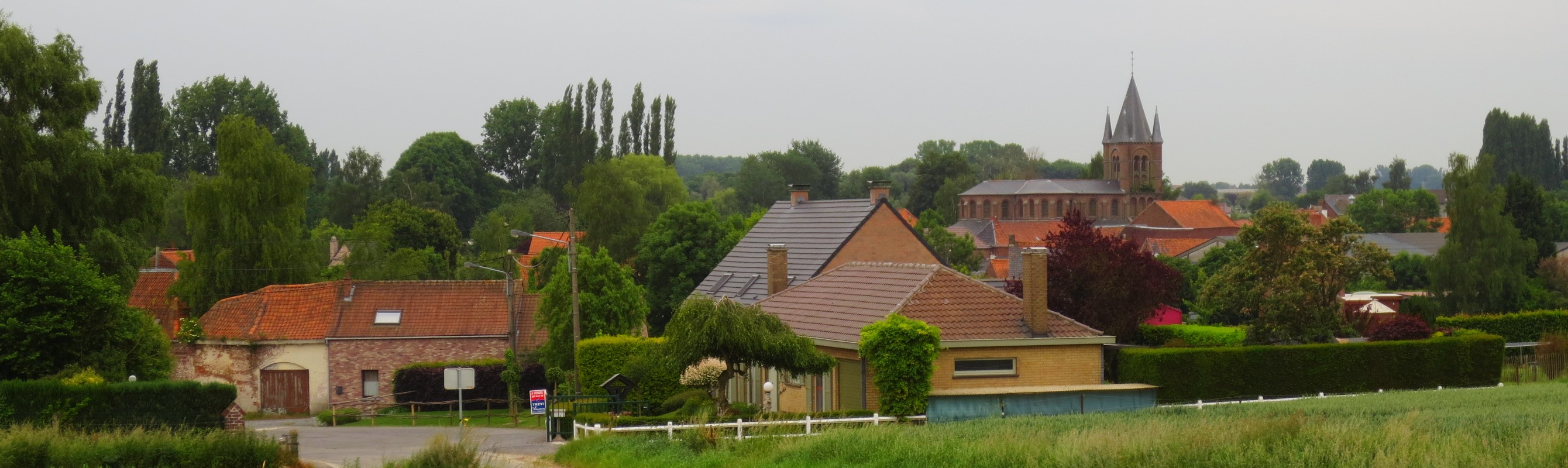
Zicht op Willemeau

## Geschiedenis
Willemeau was een zelfstandige gemeente, tot die bij de gemeentelijke herindeling van 1977 toegevoegd werd aan de gemeente Doornik.

## Bezienswaardigheden
- De Sint-Gorikskerk (Église Saint-Géry), een neoromaans gebouw van omstreeks 1860.
- Op de begraafplaats van Willemeau bevindt zich een Brits oorlogsgraf uit de Tweede Wereldoorlog.

## Natuur en landschap
Willemeau ligt aan de Rieu de Barges die in oostelijke richting naar de Schelde stroomt. De plaats ligt tussen twee bescheiden heuvelruggen in. De hoogte bedraagt 36-72 meter (hoogste punt is: Le Pic-au-Vent, ten noorden van de kom).

## Demografische ontwikkeling
- Bronnen:NIS, Opm:1831 tot en met 1970=volkstellingen

## Verkeer en vervoer
Over de westgrens van Willemeau loopt de gewestweg N508 (Chaussée de Douai), de oude steenweg van Doornik naar Dowaai.

## Nabijgelegen kernen
Froidmont, Ere, Taintignies